# Scytodes flagellata
Scytodes flagellata är en spindelart som beskrevs av William Frederick Purcell 1904. Scytodes flagellata ingår i släktet Scytodes och familjen spottspindlar. Inga underarter finns listade i Catalogue of Life.